# Lana Del Ray a.k.a. Lizzy Grant
Lana Del Ray a.k.a. Lizzy Grant je první studiové album americké zpěvačky Lany Del Rey, působící pod jménem Lana Del Ray. Dochází zde tedy ke změně z Lizzy Grant na Lana Del Ray. Album bylo původně vydáno digitálně přes iTunes v lednu 2010, po krátkém čase bylo však staženo z prodeje, protože vydavatelství 5 Points Records, u kterého vyšlo, nemělo podle Del Rey peníze na jeho podporu. Producentem celého alba byl David Kahne.

## O albu
První nahrávka, kterou Lana vydala bylo EP Kill Kill, které vyšlo v říjnu 2008 u 5 Points Records a obsahovalo tři písně. V té době byla Lana Del Rey známá jako Lizzy Grant. Producentem celého alba byl David Kahne a nahrávali ho s Del Rey v roce 2008 po dobu 3 měsíců. V tomto roce mělo být album již vydáno, ale její společnost chtěla vypustit předtím pouze EP. Na vydání celého alba si musela Del Rey počkat, ještě rok. Jednou zmínila, že Kahne je producent se spoustou integrity a zájmem dělat jinou hudbu než pop. Její otec Robert Grant jí pomohl s marketingem alba, které bylo k dostání na iTunes do doby, než bylo z prodeje staženo. Del Rey odkoupila zpět práva na své album, protože se se svým manažerem dohodli, že chtějí udělat novou smlouvu. Po vydání své průlomové nahrávky  Born to Die v roce 2012, chtěla Lana album znovu uvést do prodeje toho léta, ale plány se ji neuskutečnily. Místo toho znovu nahrála píseň Yayo a ta se objevila na jejím EP  Paradise.

## Hudební videa
Lana pro album sama natočila sedm videoklipů. První bylo natočeno Kill Kill a bylo vydáno 11. března 2008. Zbytek videoklipů vyšel v roce 2009 a byli jimi: Gramma, Yayo, Marmaid Motel, Put Me In A Movie, Brite Lites a Jump.

## Seznam skladeb
| Pořadí         | Název                                        | Autor                | Délka |
| -------------- | -------------------------------------------- | -------------------- | ----- |
| 1.             | Kill Kill                                    | Lana Del Rey         | 3:57  |
| 2.             | Queen of the Gas Station                     | Del Rey, David Kahne | 3:04  |
| 3.             | Oh Say Can You See                           | Del Rey              | 3:40  |
| 4.             | Gramma (Blue Ribbon Sparkler Trailer Heaven) | Del Rey, Kahne       | 3:55  |
| 5.             | For K Part 2                                 | Del Rey              | 3:24  |
| 6.             | Jump                                         | Del Rey              | 2:51  |
| 7.             | Mermaid Motel                                | Del Rey              | 4:02  |
| 8.             | Raise Me Up (Mississippi South)              | Del Rey              | 4:22  |
| 9.             | Pawn Shop Blues                              | Del Rey, Kahne       | 3:26  |
| 10.            | Brite Lites                                  | Del Rey              | 2:58  |
| 11.            | Put Me in a Movie                            | Del Rey              | 3:13  |
| 12.            | Smarty                                       | Del Rey, Kahne       | 2:49  |
| 13.            | Yayo                                         | Del Rey              | 5:45  |
| Celková délka: | Celková délka:                               | Celková délka:       | 47:23 |